# JR東日本びゅうダイナミックレールパック
JR東日本びゅうダイナミックレールパックは、JR東日本グループの株式会社JR東日本びゅうツーリズム&セールスが販売する価格変動型の旅行商品（鉄道版ダイナミックパッケージ）である。
JR東日本の営業エリアおよび北海道・北陸・東海・関西の新幹線・特急列車と、旅館・ホテル等の宿泊施設を組み合わせたWeb販売限定の価格変動型旅行商品で、列車の価格ならびに宿泊施設の価格は、購入する時期や季節、需要動向によって変動する。

## 沿革
- 2015年11月 えきねっとにてJR東日本ダイナミックレールパックとして販売開始
- 2022年3月 JR東日本びゅうダイナミックレールパックに改称